# Recife de Júpiter
Recife de Júpiter ou Jupiter Breakers é um suposto recife no Pacífico Sul (sul das ilhas Tuamotu e leste da Nova Zelândia); parece ser um recife fantasma.
Mr. Kinge, comandando a barca alemã Jupiter em uma viagem entre Newcastle, Nova Gales do Sul a Tahiti, relataram ter passado pelo recife durante a noite de 3 de dezembro de 1878, em 36° 37′ S, 150° 15′ O. O recife foram observados em dois locais, cada um dos quais tinham um diâmetro de cerca de 27.4 metros, e parecia estar a um quarto de uma milha de distância. Nenhuma outra inteligência foi obtida em relação a este recife.
Outros recifes nas proximidades historicamente relatados que parecem não existir inclui Recife de Maria Teresa, Recife Ernest‑Legouvé e o Recife Wachusett.